# Амбулакральна система

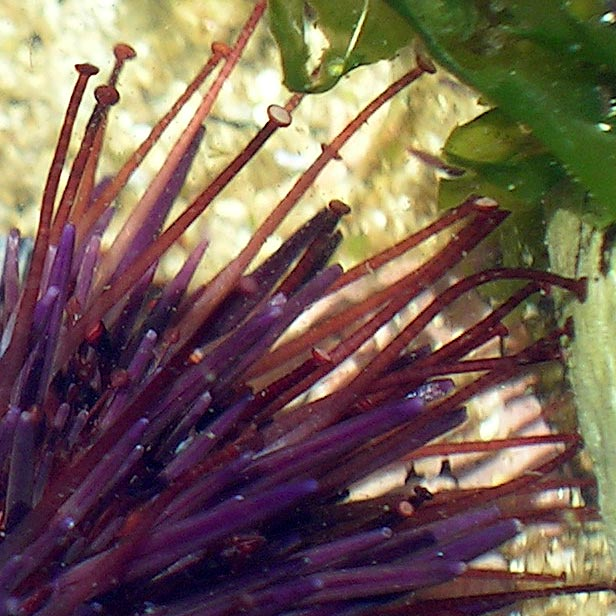
Амбулакральні ніжки морського їжака

Амбулакральна система — водносудинна система, яка характерна тільки для представників типу голкошкірих (Echinodermata). Являє собою систему каналів, що пронизують усе тіло тварини та сліпо закінчуються біля поверхні тіла виростами, так званими амбулакральними ніжками або амбулакрами. Амбулакральні ніжки — циліндричні трубочки з ампулою біля основи і з присоском або підошвою на зовнішньому кінці (у морських зірок, морських їжаків) або гострокінцеві (у морських лілій, офіур). Вони заповнені рідиною, яка близька за складом з морською водою. Амбулакральна система забезпечує функції дихання, руху, дотику та виділення. Розвивається з зачатків целому.
Амбулакральна система включає у себе навколоротовий кільцевий канал, який сполучається з зовнішнім середовищем кам'янистим каналом через мадрепорову пластинку (морські зірки та їжаки) або з порожниною тіла (голотурії). У морських лілій кільцевий канал сполучається з порожниною тіла через численні отвори, а порожнина тіла в свою чергу сполучається з зовнішнім середовищем. Від кільцевого каналу відходить 5 радіальних каналів, які мають бічні вирости, що входять в амбулакральні ніжки. Наповнюючись рідиною ніжки значно витягуються по напрямку руху та прикріплюються до підводних предметів. Скорочуючись ніжки укорочуються та переміщують тіло тварини на деяку відстань. Також за допомогою подовження ніжок голкошкірі знаходять здобич та утримують її.